# Bucculatrix cirrhographa
Bucculatrix cirrhographa är en fjärilsart som beskrevs av Edward Meyrick 1915. Bucculatrix cirrhographa ingår i släktet Bucculatrix och familjen kronmalar. Inga underarter finns listade i Catalogue of Life.